# Allineamento (giochi di ruolo)
L'allineamento è la caratteristica utilizzata da alcuni giochi di ruolo per riassumere attraverso canoni ben delineati l'atteggiamento morale, etico e psicologico dei personaggi giocanti, non giocanti e mostri. Per esempio semplificando al massimo, nella prima edizione di Dungeons & Dragons l'allineamento indicava se un personaggio era tendenzialmente buono, malvagio o neutrale.
Non tutti i giochi di ruolo possiedono questo sistema e alcuni giocatori narrativisi considerano le restrizioni all'atteggiamento verso la vita dei loro personaggi come troppo vincolante. Comunque altri considerano l'allineamento una parte essenziale del gioco di ruolo, considerando il gioco di ruolo come un'esplorazione dei temi del male e del bene. È opinione comune, soprattutto tra i giocatori più esperti, considerare l'allineamento una semplice traccia, dalla quale partire per sviluppare un vero e proprio background che esprima al meglio tutte le sfaccettature psicologiche del personaggio e consenta di interpretarlo in maniera non stereotipata.
Alcuni giochi hanno usato altri sistemi per incoraggiare certi comportamenti. Per esempio in giochi supereroistici come Marvel Super Heroes e DC Heroes i giocatori possono ottenere punti se i loro personaggi compiono azioni appropriatamente eroiche o perderli se compiono azioni inappropriate. Poiché questi punti possono essere usati per migliorare i personaggi o influenzare a proprio favore i tiri di dado i personaggi tendono a comportarsi in modo eroico per ottenerli. Le regole che controllano la «Forza» in Guerre Stellari della West End Games servono allo stesso scopo.
In molti videogiochi di ruolo, come ad esempio Planescape: Torment o Star Wars: Knights of the Old Republic, il sistema dell'allineamento è automatico ed è una conseguenza diretta delle azioni compiute dal giocatore o delle sue risposte nei dialoghi.

## Dungeons & Dragons

### Original D&D
Nella prima edizione di Dungeons & Dragons gli allineamenti possibili erano tre: Legale, Neutrale e Caotico, ed indicavano in linea di massima il profilo morale del personaggio. Non indicava se il personaggio fosse "buono" o "malvagio", ma piuttosto il suo modo di comportarsi e d'intendere la vita. Per esempio:
- I legali sono leali, hanno un alto senso dell'onore, la loro parola è inviolabile, è guidata da ferrei codici etici. Esempi malvagi possono essere un serial killer con un comportamento ossessivo/compulsivo con una mania per la ripetizione precisa di un dato comportamento ordinato e prevedibile, l'apoteosi della legalità votata al male o il "classico" nemico con senso dell'onore: fa di tutto per ammazzarti ma vuole combattere ad armi pari e se sei disarmato prima ti dà una spada e poi ricomincia a colpirti.
- I caotici, al contrario, fanno quello che gli pare, possono prima pensare una cosa e poi farne un'altra; un giorno possono essere gli individui più leali del creato, l'altro pugnalarti alle spalle mentre ti offrono un boccale di birra; in definitiva, fanno le cose solo perché hanno voglia di farlo. Ovviamente sono persone di cui non ci si può fidare ma non perché siano cattivi, solo perché neppure loro sanno cosa gli passerà per la testa domani. Va da sé che la loro parola non conta niente. D'altra parte un caotico può essere votato al bene: farà sempre cose giuste, ma le farà a modo suo.
- I neutrali fanno quello che deve essere fatto, non importa ai danni di chi va la cosa; il neutrale difende prima di tutto se stesso perché sa che se a lui succede qualcosa non ci sarà più nessuno a fare le cose nel modo giusto. Il neutrale valuta la situazione e sceglie la persona più adatta a correre il rischio convincendola a provarci di sua spontanea volontà, anche mentendole perché lo faccia se necessario. Un neutrale può dare la sua parola ma la mantiene solo fintantoché farlo non interferisce con la necessità del momento.

### Dungeons & Dragons
A partire da Advanced Dungeons & Dragons prima edizione e fino alla 3.5 i possibili allineamenti diventano nove e ruotano attorno alle due dicotomie "bene/male" e "legge/caos" ed esprimono come il personaggio si pone eticamente rispetto alle leggi, alle convenzioni ed alle tradizioni. 
- Legale Buono (LB): il Crociato, il difensore dei deboli ed il raddrizzatore di torti, l'eroe per eccellenza. Cerca con tutte le sue forze di fare del bene, ma ben difficilmente metterà in discussione le leggi o la gerarchia in cui si trova. Dice la verità, mantiene la parola data e aiuta i bisognosi; combatterà il male sempre e senza tregua, il suo dilemma morale più grande è quando deve infrangere la legge per difendere i più deboli (salvare un innocente che viene punito da un governo altrimenti impeccabile o rubare per sfamare un bambino che muore di fame lo metterebbe in grande difficoltà). Un esempio tipico è quello del paladino che segue una morale rigida.
- Neutrale Buono (NB): il Benefattore, fa sempre del suo meglio per aiutare gli altri nei limiti delle sue possibilità. Si sente meglio nel prestare aiuto ai bisognosi, lavora volentieri con regnanti e tutori dell'ordine, ma non sente alcun legame verso di loro. È in realtà il personaggio dominato maggiormente dal "bene incondizionato" poiché il suo istinto di fare del bene difficilmente verrà ostacolato da alcunché (per fare un esempio più mirato il Neutrale buono con ogni probabilità salverà l'innocente e ruberà per sfamare il bambino dell'esempio precedente).
- Caotico Buono (CB): il Ribelle, segue solo la propria coscienza benevola, senza preoccuparsi di ciò che si aspettano gli altri da lui, anche se ciò comporta l'infrangere una o più leggi che a lui sembrano ingiuste. Segue la vita del fuorilegge, ma riesce comunque ad essere gentile e ben disposto. Odia quando qualcuno intimorisce o vuole imporre le proprie regole agli altri. È un anarchico votato al bene, il Robin Hood del gioco.
- Legale Neutrale (LN): il Giudice, agisce come gli suggeriscono le leggi, le tradizioni o il suo codice d'onore personale. L'ordine e l'organizzazione sono di vitale importanza per lui, poiché egli crede o nel suo ordine e vive quindi secondo un codice preciso, oppure nell'ordine collettivo e prende parte a sistemi governativi fortemente organizzati.
- Neutrale Puro (N): l'Indeciso o l'Equilibrato, si comporta sempre secondo il suo istinto e le sue conoscenze, senza costrizioni o pregiudizi. Considera il bene migliore del male, ma non si sente obbligato a perseguire il bene in modo universale. Talvolta i personaggi che manifestano tale allineamento considerano gli estremi (legge/caos, bene/male) come dannosi e cercano di mantenere quello che percepiscono come un sano equilibrio. I druidi sono spesso Neutrali Puri e nella loro particolare ottica la neutralità viene interpretata come manifestazione dell'equilibrio presente in natura e/o del comportamento istintivo (il leone per sopravvivere deve uccidere la gazzella; non lo fa per sadismo, è la sua natura). È, ai fini del gioco, un personaggio generalmente difficile da interpretare.
- Caotico Neutrale (CN): il Cinico, l'individualista definitivo, colui che si scaglia contro le tradizioni e le leggi solo perché limitano la sua libertà personale. Non si può mai dire cosa farà, né quali danni causerà, poiché le sue azioni sono regolate solo dall'umore del momento. Un esempio classico è l'attaccabrighe fine a se stesso, assolutamente privo del rispetto della legge e della società. Spesso da un suo piccolo gesto possono generarsi numerose sofferenze o inaspettati (ed apparentemente irragionevoli) aiuti. Ligio al principio che, nelle scelte, bene e male siano praticamente ininfluenti, questo allineamento è forse la personificazione più concreta ed instabile del caos.
- Legale Malvagio (LM): il Dominatore, l'incarnazione della tirannia, è zelante nel fare il male quanto il Crociato lo è nel fare il bene; rispetta e idolatra l'ordine, la gerarchia, le tradizioni e la disciplina e il suo codice morale, arrivando a giudicare gli altri solo sulla base di queste regole. Un esempio può essere quello dell'ufficiale di un esercito mercenario dotato di gran senso dell'onore e della gerarchia che non tradirebbe mai un proprio commilitone ma al contempo completamente privo di scrupoli anche in gesti come uccidere donne e bambini se gli venisse ordinato (o, se al comando, gli possa convenire).
- Neutrale Malvagio (NM): L'Opportunista, fa qualsiasi cosa gli consenta un guadagno personale, senza alcun rimorso né remora per il fatto di infliggere dolore agli altri, purché riesca sempre a cavarsela. Non crede nell'ordine altrettanto quanto non crede nel caos: segue l'uno o l'altro a seconda di dove si trovi il suo guadagno personale. È uno degli allineamenti più semplici da interpretare ma questo non vuol dire che sia banale, dato che davanti a un evento vanta la più vasta scelta di comportamenti plausibili.
- Caotico Malvagio (CM): il Distruttore, lo psicotico assassino che si abbandona a esplosioni di furia incontrollata, senza alcun rimorso di coscienza. La sua personalità è instabile e fidarsi di lui può essere letale: qualunque cosa succeda, cercherà sempre di preservare se stesso. Non ha rispetto per i compagni e per le loro vite, gode nel commettere omicidi e non sa cosa sia la pietà, è l'allineamento più comune tra i mostri (gli antagonisti dei giocatori). Inoltre non esiste alcuna "fratellanza" tra i personaggi caotici malvagi tra di loro (cosa che invece si può dire più o meno per tutti gli altri allineamenti).

### Dungeons & Dragons 4E
Nella quarta edizione di Dungeons & Dragons gli allineamenti vengono parzialmente modificati. La componente neutrale del fattore "legge/caos" viene eliminata, e gli allineamenti risultanti divengono dunque cinque:
- Buono: un personaggio buono pone il bene comune e la protezione dei più deboli e bisognosi al primo posto. Un personaggio buono è solito seguire le regole e l'autorità, anche se non ha alcuna difficoltà ad abbandonarle per perseguire degli scopi più alti meritevoli.
- Legale Buono: un personaggio legale buono crede che la via della legge sia la più adatta per un mondo migliore. La buona condotta e il rispetto dei codici sono la priorità, così come l'onore e la protezione degli esseri più deboli. Quando le leggi si trasformano in mezzi per opprimere i deboli e favorire i più furbi, il legale buono si oppone strenuamente e si ribella contro tali barbarie. La ribellione di questo personaggio, tuttavia, consiste nell'azione all'interno del sistema che vuole cambiare, difficilmente si abbandona ad atteggiamenti da fuorilegge (seppur per una giusta causa).
- Malvagio: un personaggio di allineamento malvagio non impiega ogni occasione possibile per fare del male alla gente, ma è disposto a sfruttare debolezze e situazioni vantaggiose per trarne il massimo del profitto personale. Sostengono leggi e strutture fintanto che esse conferiscono a loro posizioni di potere e benefici, anche e soprattutto a costo della libertà e dei benefici altrui.
- Caotico Malvagio: un personaggio caotico malvagio è egocentrico, individualista ed egoista. Non ha alcun senso dell'onore, ed è pronto ad uccidere o danneggiare in qualsiasi modo chiunque si frapponga tra di lui e i suoi obiettivi.
- Senza allineamento: un personaggio senza allineamento non è indeciso o senza una linea di condotta, ma anzi è qualcuno che ha volutamente scelto di non scegliere. Il personaggio non punta ad arrecare danni ad altri, così come non corre troppi rischi per aiutare il prossimo. La filosofia generale è quella di dare la priorità a se stessi, e solamente in secondo piano di preoccuparsi dei problemi altrui.

### Allineamento e classi
Alcune edizioni di Dungeons & Dragons pongono dei limiti legati all'allineamento nella scelta delle classi. Ad esempio nell'edizione 3.5 un Paladino deve essere Legale Buono, mentre il Barbaro deve essere Caotico (buono, malvagio o neutrale) e un Chierico non deve differire di più di "un passo" dall'allineamento della sua divinità (ad esempio un Chierico di una divinità Legale Buona potrà essere al massimo Legale Neutrale, ma non Legale Malvagio). 
Solitamente le classi che pongono limiti all'allineamento hanno anche consistenti bonus come compensazione, che di solito si concretizzano con capacità straordinarie, come il potere di scacciare o intimorire i non morti del Chierico o del Paladino, o le esplosioni di ira del Barbaro.

## Warhammer Fantasy Roleplay
Warhammer Fantasy Roleplay prevede un sistema di cinque allineamenti. I cinque allineamenti vengono posti sulla seguente linea, che rispecchia le loro relazioni.
Legge - Bene - Neutralità - Male - Caos
Questo vuol dire che il Bene è l'allineamento a metà strada tra la Legge e la Neutralità e così via. Legge e Caos sono pertanto gli allineamenti più estremi. Ogni allineamento è caratterizzato da principi basilari (che comunque lasciano ampio spazio allo sviluppo di una personalità individuale):
- Legale: I personaggi Legali vedono il cambiamento come qualcosa che va contro i loro ideali. La società perfetta per i Legali è caratterizzata da una struttura rigida e ben definita, che impedisce il nascere e il propagarsi dell'anarchia e della criminalità. Allo stesso modo nell'universo Legale ideale ogni tipo di cambiamento non esisterebbe, compresi l'invecchiamento, la decadenza e la morte.
- Buono: I personaggi buoni si interessano al benessere delle persone che li circondano. Credono nella responsabilità e nell'altruismo, e cercano di risolvere qualsiasi conflitto in modo pacifico. Allo stesso modo si oppongono alla sofferenza e alla crudeltà. A differenza dei Legali, che supportati dai loro ideali puniranno sempre i Malvagi, i Buoni sono capaci di perdonarli.
- Neutrale: I personaggi neutrali (la variante più comune) detesta gli eccessi di qualsiasi tipo ed è interessata principalmente al proprio tornaconto personale.
- Malvagio: I personaggi malvagi amano causare sofferenza negli altri. Sono spietati e imprevedibili, anche pronti a rivoltarsi contro i propri amici, se ciò si rivelasse vantaggioso. Non hanno alcun rispetto per la legge (a meno che ovviamente questa non possa essere sfruttata per i loro fini) e tendono ad arrabbiarsi facilmente.
- Caotico: I personaggi caotici sostengono che la stabilità di qualsiasi tipo conduca alla stasi e vedono quindi nel cambiamento, inteso come distruzione e rinnovamento, l'unica strada possibile da percorrere. I personaggi caotici sono contro qualsiasi regola od ordine, per cui sono normalmente banditi dalle normali società. La maggior parte di loro è totalmente pazza e adora gli innominabili Dei del Caos.

Va notato che solo pochissime razze, tra cui umani, nani e gnomi, possono scegliere liberamente il loro allineamento tra i cinque possibili. La maggior parte delle altre razze nasce con un allineamento già determinato (come i mezzuomini, che devono essere Neutrali) oppure può scegliere solo tra due o tre di essi (come gli Elfi, che possono essere solo buoni o legali). La maggior parte delle carriere non costringe i personaggi a dover essere di un particolare allineamento, con le importanti eccezioni dei Chierici, che devono essere dello stesso allineamento della loro divinità, e dei preti druidici, che devono essere Neutrali.

## Mondo di tenebra
I personaggi delle ambientazioni del vecchio Mondo di tenebra della White Wolf usano due caratteristiche, "Nature" e "Demeanour", per descrivere come i personaggi sono davvero e come si comportano superficialmente. Le descrizione di Nature e Demeanour è libera e permette ai giocatori di creare nuovi tipi.
Inoltre i personaggi vampiri e umani di Vampiri: la masquerade e derivati (come Ghouls: Fatal Addiction), possono possedere un tratto Humanity che varia da 0 a 10. Un livello alto indica un essere compassionevole e umano, mentre un livello basso indica uno psicopatico (ulteriormente rinforzato dalla natura predatoria della psiche dei vampiri). Un essere umano medio vivente ha un valore di Humanity pari a 7 o 8.
Altri path (filosofie morali) sono state create per i vampiri. Questa meccanica di gioco è stata criticata per fornire una scappatoia ai giocatori per evitare di pagare penalità in gioco per azioni che impongono penalità a chi segue l'humanity path. Il manuale Kindred of the East fornisce un sistema per "dharmas" che somigliano superficialmente alla meccanica dei path ma intendono rappresentare la padronanza del personaggio di una filosofia occulta, piuttosto che valutare il suo stato morale.
Comunque i personaggi del nuovo Mondo di tenebra (Vampiri: il requiem, Maghi: il risveglio, Lupi mannari: i rinnegati), hanno un tratto definito Moralità che varia da 0 a 10, sebbene il suo nome preciso cambi da gioco a gioco, così come i tipi di comportamento che lo alzano o abbassano (in Vampiri: il requiem si chiama Umanità ed è influenzato nella maniera precedente; Su Lupi mannari: i rinnegati si chiama Armonia ed indica l'equilibrio del singolo personaggio tra il suo Lato Bestiale e il suo Lato Umano; Su Maghi: il risveglio si chiama Saggezza e rappresenta il livello morale di un personaggio relazionato non solo al suo modo di vivere come Umano ma anche con l'uso delle sue Conoscenze per quanto riguarda il Regno della Magia). Inoltre tutti i personaggi hanno una Virtù e un Vizio basati sulle sette virtù e peccati capitali: Queste rappresentano la Virtù e il Peccato principali di un personaggio.
Esempio
Un vampiro con un Umanità vicino a 10 rispetterà e ammirerà gli aspetti più gentili del genere umano, cercando di elevasi al di sopra del suo genere e cercando di portare un tono più compassionevole nella società vampirica. Un vampiro con un Umanità molto bassa (tra 2 e 4) non si farà commuovere dalla morte di innocenti (compresi gli infanti), mentre un vampiro con Umanità 0 è un mostro inumano che deve essere ucciso per il bene della comunità vampirica.
Similmente un mago con il corrispondente valore di Saggezza vicino a 10 userà la magia solo se strettamente necessario, rispetta le leggi della natura e le sue azioni non mireranno mai all'egoismo. Al contrario, un mago con un basso livello di Saggezza non si limiterà unicamente ad avere atteggiamenti egoistici o che addirittura spirino verso l'osceno o l'abominio, ma utilizzerà la Magia con maggiore frequenza, senza rispettare le Leggi della Natura né preoccuparsi delle possibili conseguenze di ciò che accadrà dopo il suo gesto, cadendo sempre più lentamente verso l'Arroganza.
Infine, un Lupo Mannaro con un valore di Armonia vicino a 10 sarà una creatura profondamente equilibrata, con una grande consapevolezza del mondo spirituale e con delle buone capacità di controllare la Bestia Interiore. Al contrario, Lupi Mannari con un basso punteggio di Armonia saranno sempre più vicini all'essere delle Bestie Arrabbiate, che cedono facilmente ai loro istinti e che stanno perdendo con rapidità crescente il loro legame con il Regno degli Spiriti.
Nel Mondo di tenebra tuttavia, esistono delle creature che non sono soggette a Vie comportamentali come la Moralità, L'Umanità, la Saggezza o l'Armonia: alcuni esseri molto antichi, spiriti ancestrali (come gli Idigam) o entità dall'Abisso (come gli Acamoth) seguono delle concezioni morali e razionali che vanno al di fuori delle concezioni di coloro che vivono nel nostro mondo, che siano Esseri Umani, Mutaforma o Nonmorti.
Il sistema di allineamenti del Mondo di Tenebra non riflette convinzioni filosofiche circa ciò che è «giusto» o ciò che è «sbagliato», che vengono interamente lasciati al creatore del personaggio, ma rappresentano piuttosto le condizioni generali dello stato mentale del personaggio. Credere o aderire a un certo insieme di valori morali astratti non è considerato un fattore motivante quanto le concrete condizioni di quello che la personalità di un personaggio può portarlo a compiere. Mentre il moralismo filosofico può giocare un ruolo importante nei pensieri, stile di vita e sviluppo del personaggio, può anche essere violato con ripercussioni minori o moderate, secondo la situazione. Al contrario violare il comportamento base di un personaggio porta forti conseguenze psicologiche e cambiarlo richiede molto tempo e diligenza. Questo sistema venne progettato specificatamente dalla White Wolf per evitare di inquadrare i personaggi in eroi e malvagi stereotipici, che spesso sono guidati strettamente dagli imperativi morali. Venne creato con l'intenzione di essere incentrato nelle «aree grigie» morali ed etiche nelle quali il Mondo di Tenebra esiste nel suo complesso e focalizzare l'attenzione sulla lotta di ogni personaggio per sincretizzare la propria personalità con le sue credenze e sulle situazioni che le mettono alla prova.

## Atteggiamenti espressi come vantaggio o svantaggio
Molti giochi di ruolo generici, per esempio GURPS, Hero System, Unisystem, Fuzion, usano un sistema di vantaggi e svantaggi per descrivere l'atteggiamento morale, etico o psicologico di un personaggio in termini di gioco. Questi possono essere tratti personali (onesto, curioso, timido), fobie (agorafobia, claustrofobia, ecc.), comportamenti imposti o autoimposti (codici di comportamento morale, voti, dipendenze psicologiche), malattie mentali (allucinazioni, maniaco depressivo) e atteggiamenti verso altri (razzista).
A ogni caratteristica viene assegnato un effetto in termini di gioco (per esempio in GURPS, una persona che soffra di aracnofobia deve superare una prova volontà per non cadere preda delle sue paure in presenza di ragni, mentre una persona che segua un codice di comportamento deve superare la stessa prova per commettere un'azione contraria al proprio codice). In base alla gravità degli effetti di gioco il personaggio ottiene dei punti personaggio aggiuntivi che può utilizzare per comprare ulteriori abilità. Nel caso in cui gli effetti di gioco fossero positivi il personaggio dovrà pagare in proporzione ai benefici ottenuti per poter avere quel particolare tratto personale.
In genere il master viene invitato a far intervenire nel gioco i vantaggi e gli svantaggi dei personaggi e a assegnare di sua iniziativa vantaggi o svantaggi appropriati a personaggi che reagiscano costantemente come se possedessero un particolare vantaggio o svantaggio. Per esempio se un personaggio insiste nel torturare i prigionieri gli potrebbe assegnare uno svantaggio come "assetato di sangue" o "sadico" che provochi un malus nella reazione da parte di chi conosce questo aspetto del suo carattere.